# Leucochrysa americana
Leucochrysa americana är en insektsart som beskrevs av Banks 1897. Leucochrysa americana ingår i släktet Leucochrysa och familjen guldögonsländor. Inga underarter finns listade i Catalogue of Life.